# 落羽杉
落羽杉（学名：Taxodium distichum），又名落羽松，是柏科落羽杉属的植物，原產於美國東南部密西西比河下游，尤在湿地环境中形成森林。

## 特性
性喜潮湿，生长在沼泽地者有木质圆柱形膝狀根，拱出地面，在排水通畅之地，生长良好；为水岸造景树种。
- 落叶：春季生短桠及嫩绿色小羽叶，秋季变为黄褐色，冬季脱落，为落叶针叶树种。

- 發芽：在沼澤環境下，幼苗一般在濕土發芽；種子不會在水下發芽，但可以在水下保存30個月。

## 形态
落羽杉为落叶乔木，高可达10-40米，樹幹直徑可達1-2米，树干通直，外形似水杉。
- 樹皮：樹皮呈現灰棕色、紅棕色，薄，具黏性。

- 葉：叶片扁平线形，薄纸质，长约1-1.5厘米，较水杉略短；小羽叶互生，其上的线形叶，排成二列羽状，种名 distichum 的意思即为“二列生的”；小枝互生。

- 毬花：雌雄同體，長在靠近小枝邊緣的流蘇狀上，早冬時授粉，12個月成熟。

- 毬果：球果圆球或卵球形，木质，长约2.5厘米左右，果鳞盾状，含二枚种子；种子为不等三角形，綠色，成熟時灰棕色，有厚棱角，長度約5-10毫米。

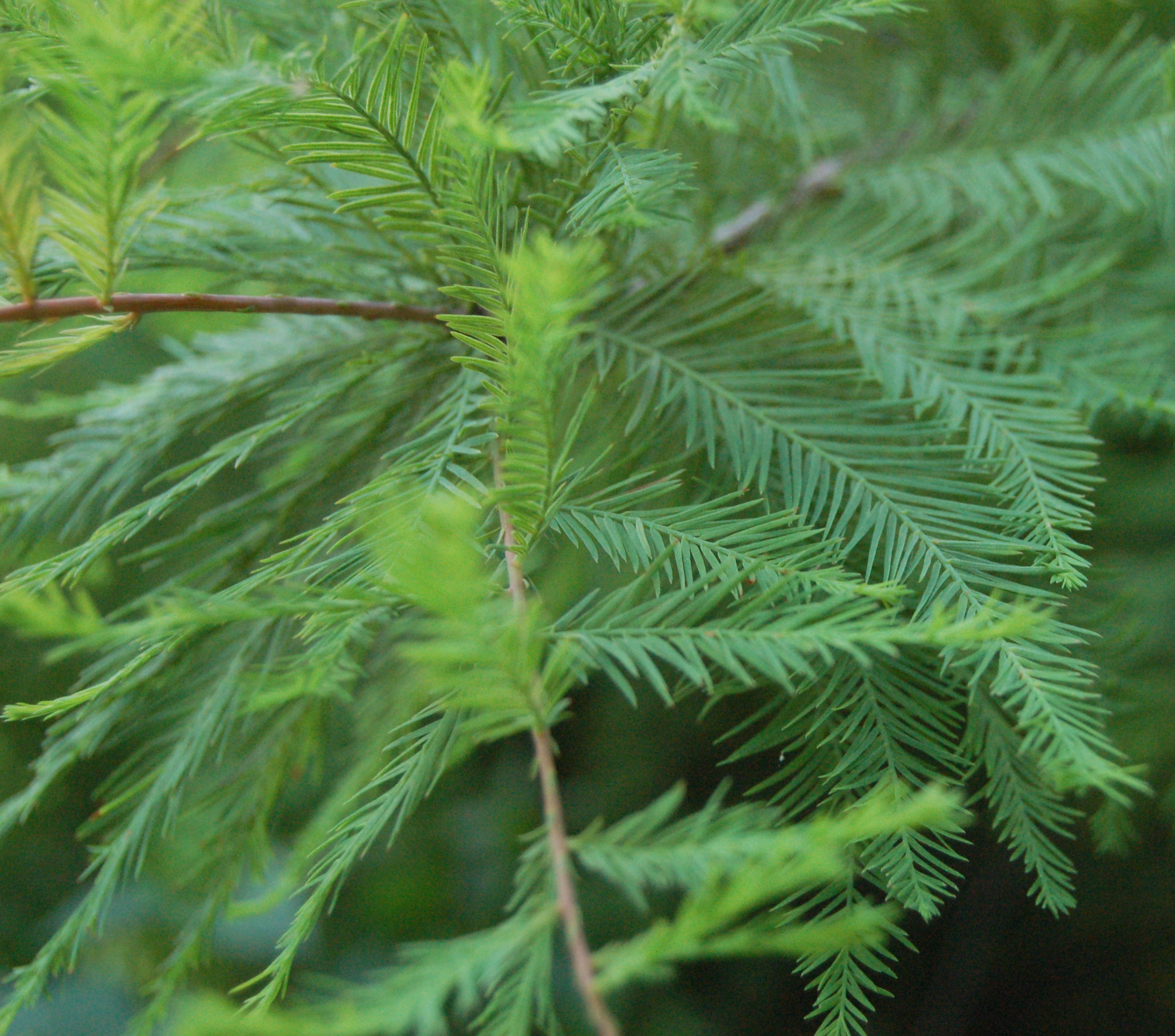
葉
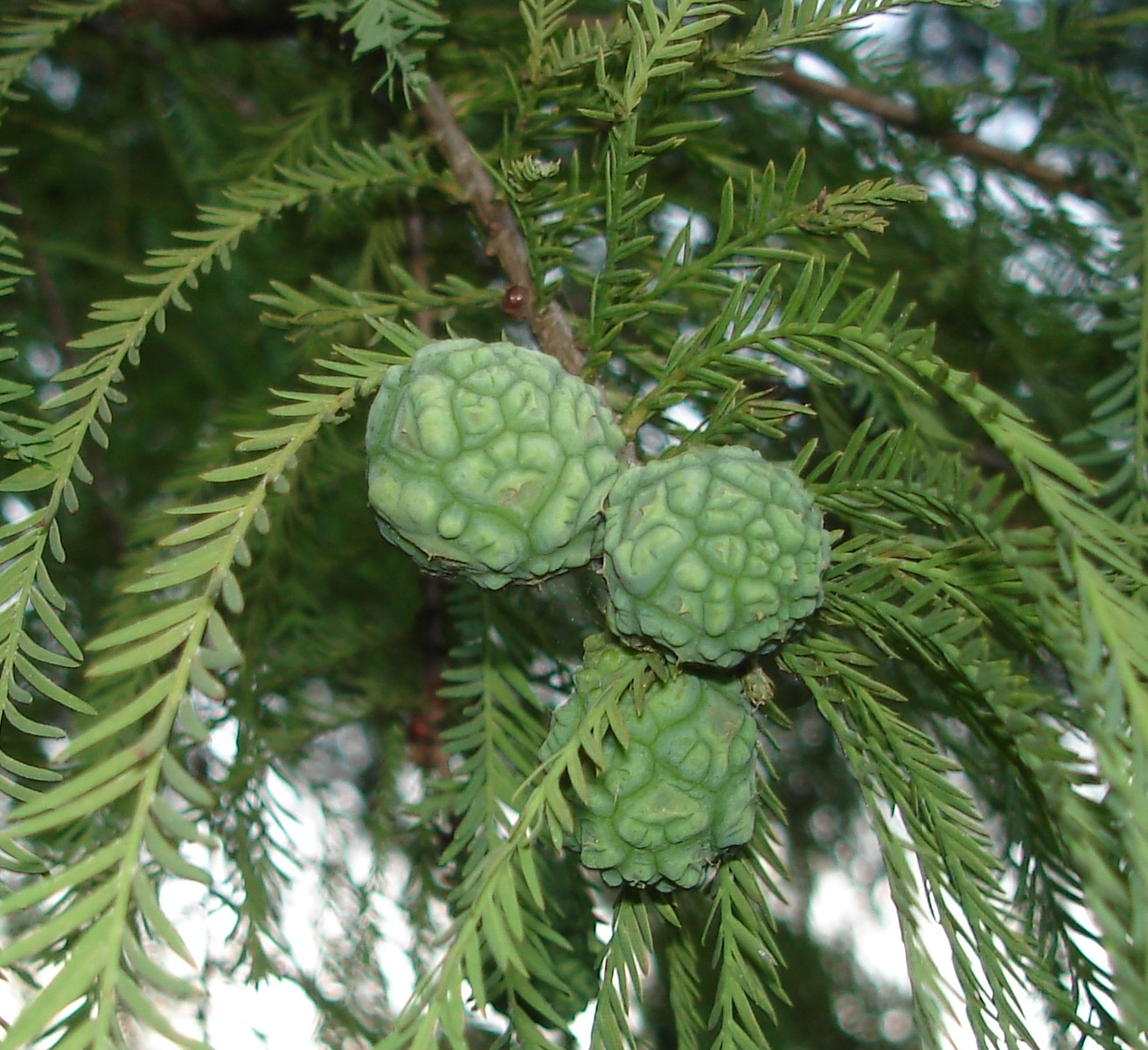
毬果
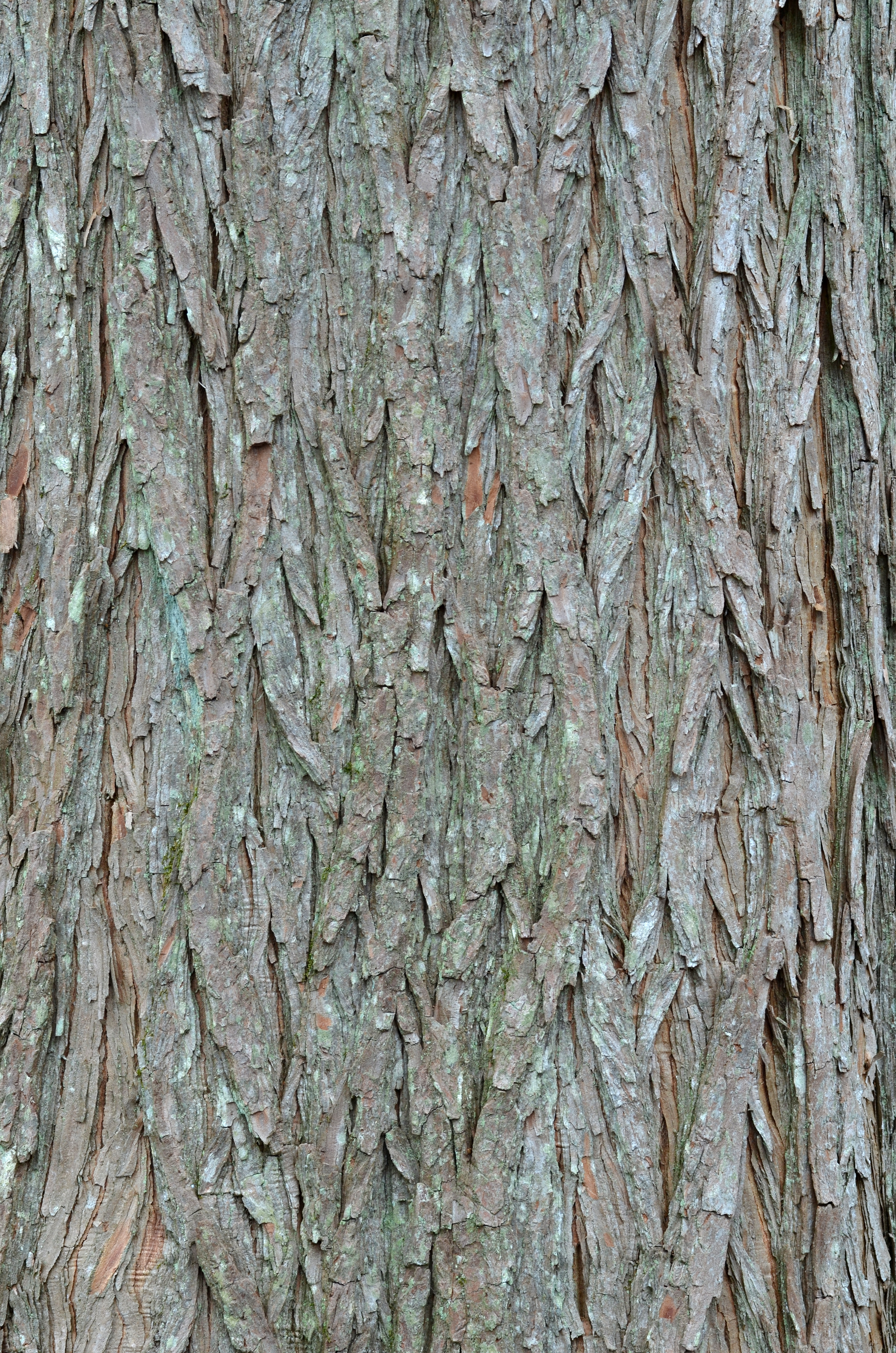
樹皮
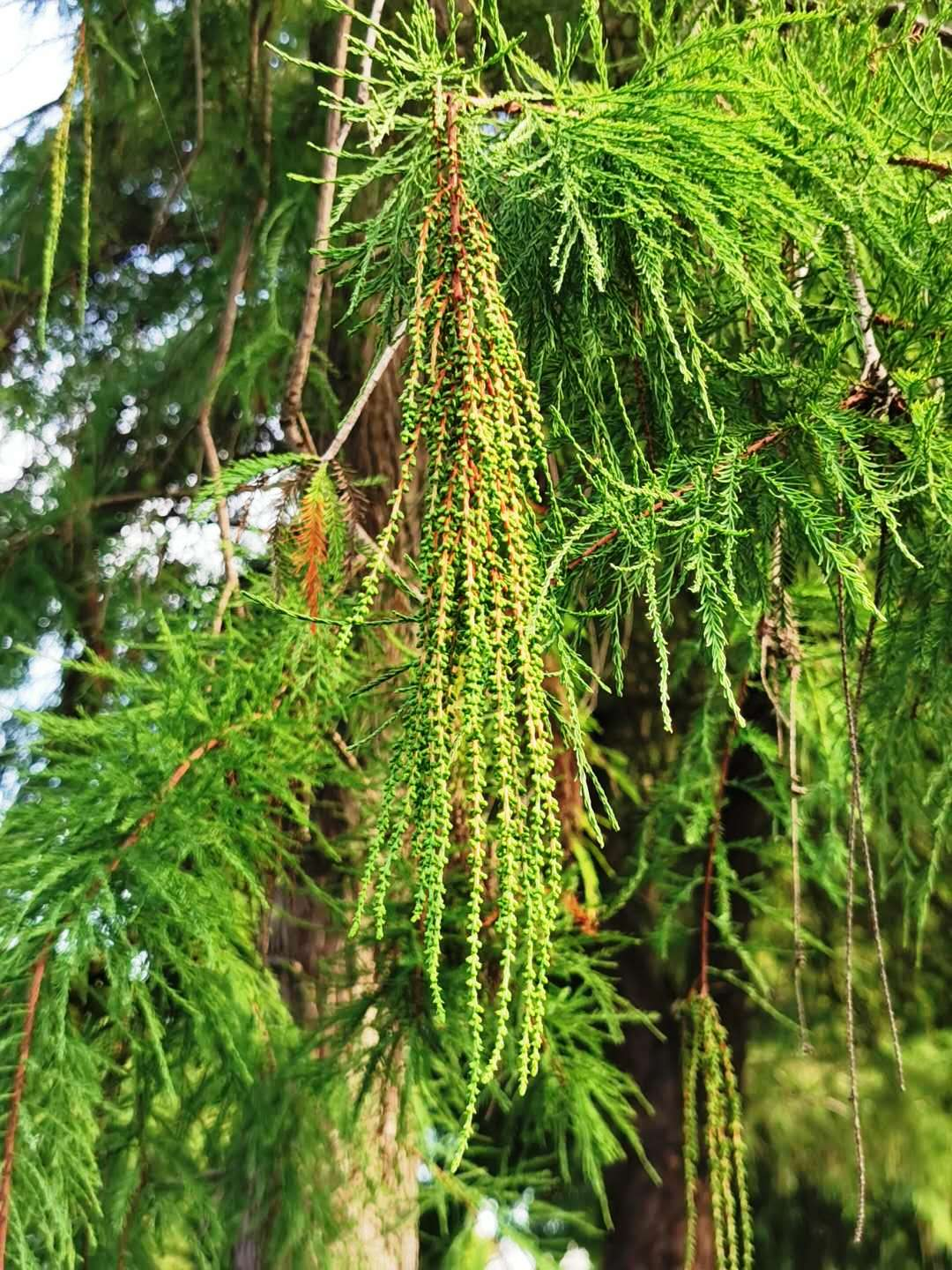
雄花之柔荑花序
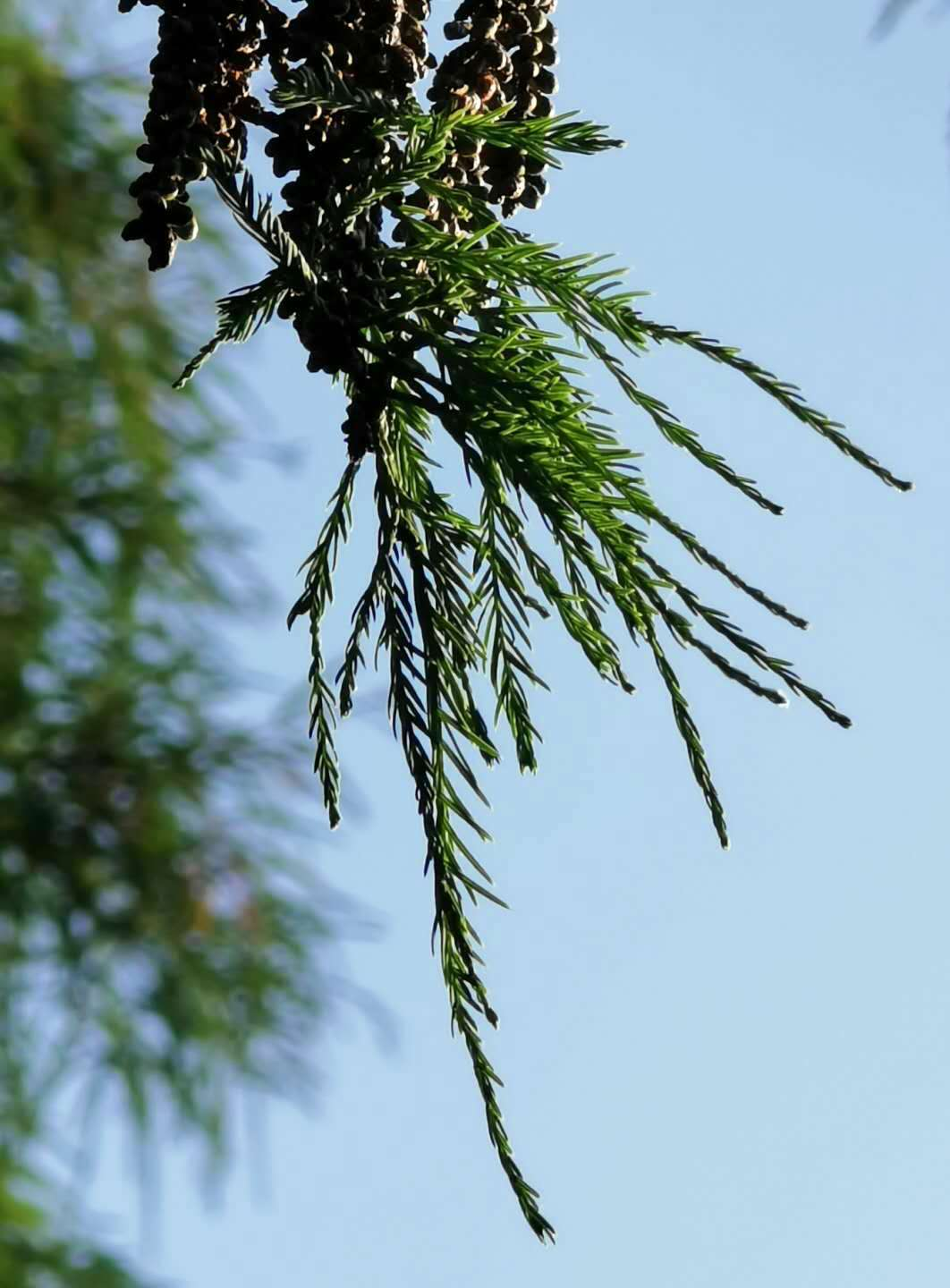
新芽自雄花序軸上生出
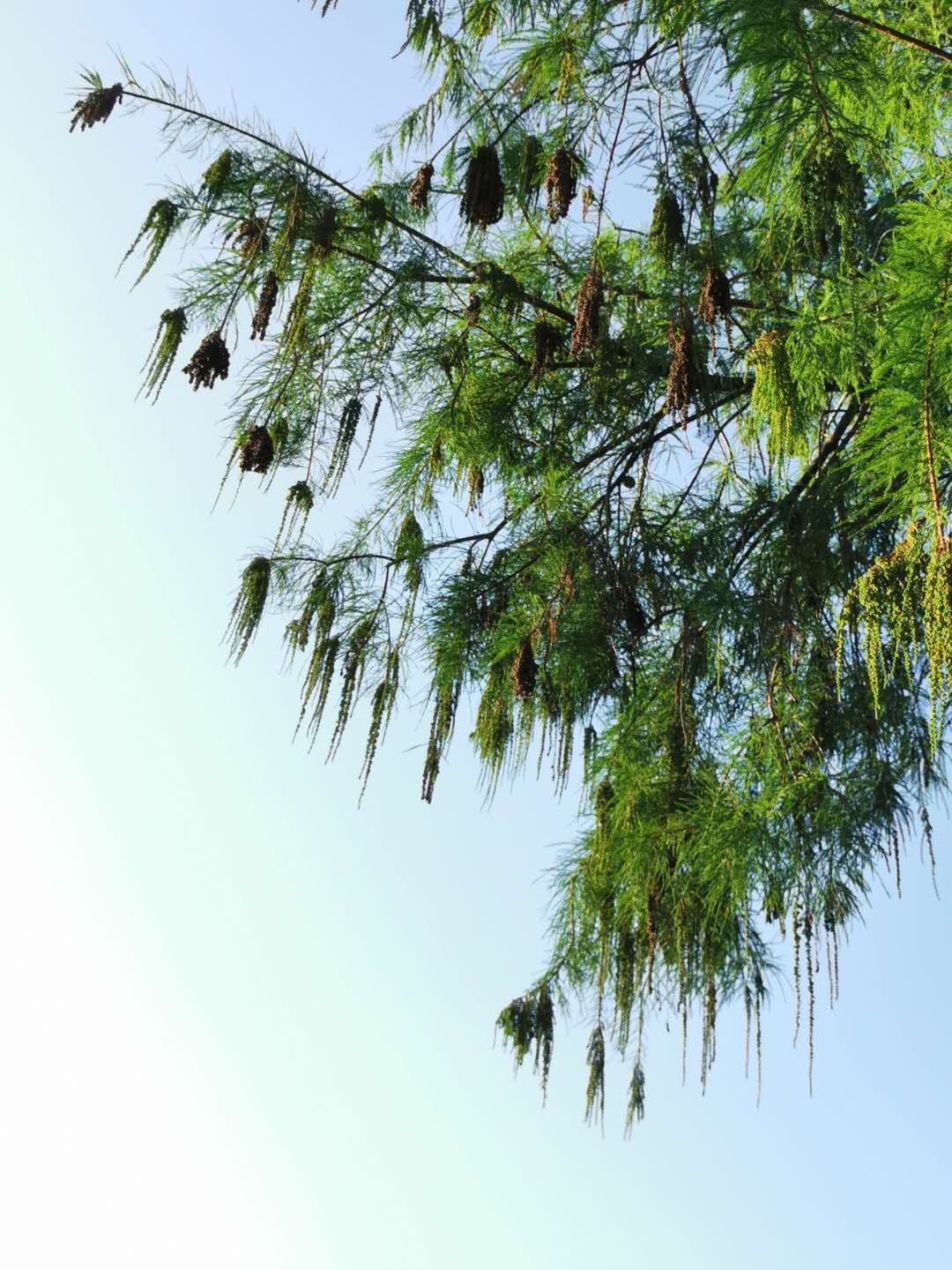
落羽松為單性花，雌雄同株。雌花單生或簇生，花小較不明顯
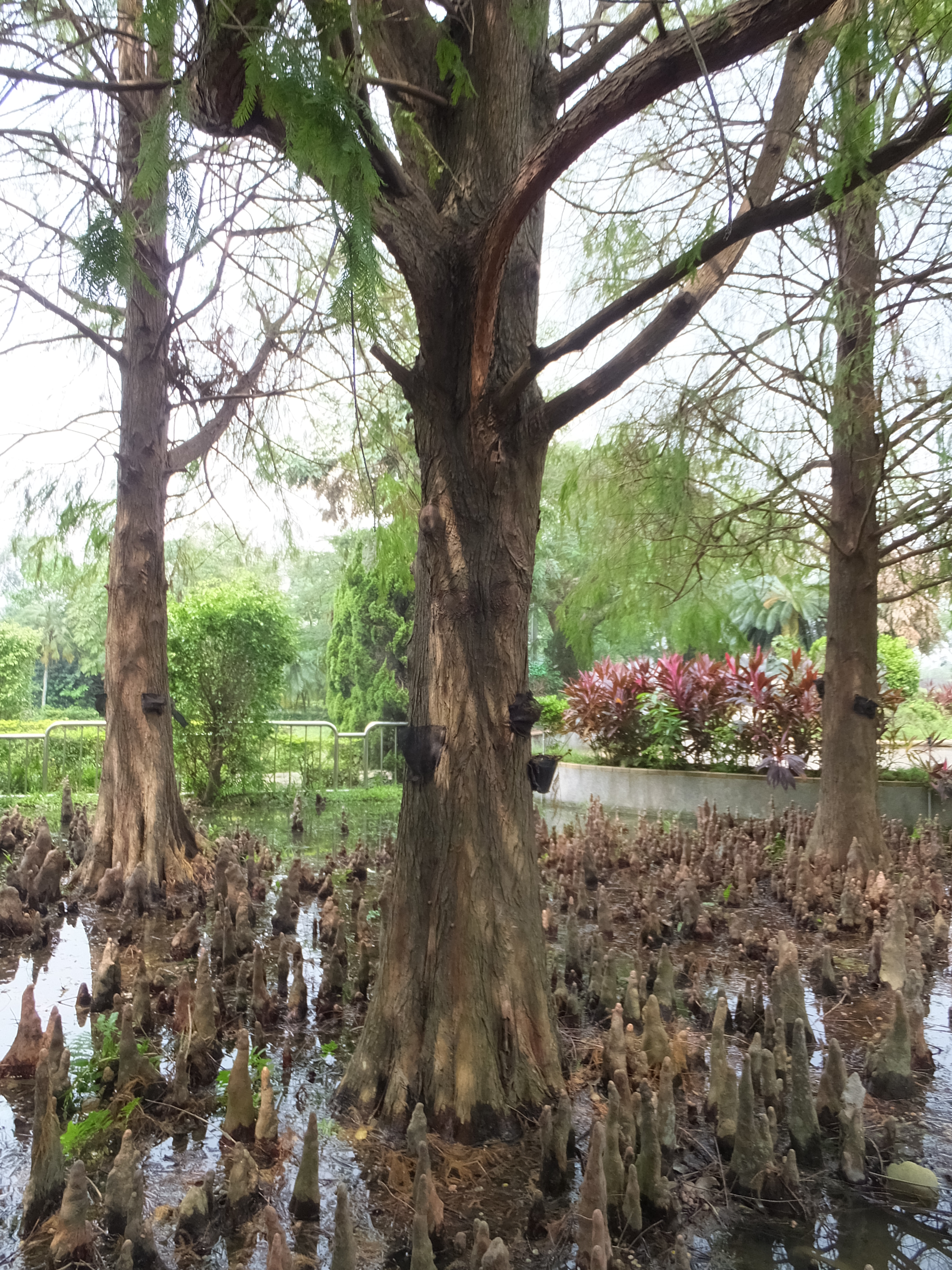
氣生根

## 分布

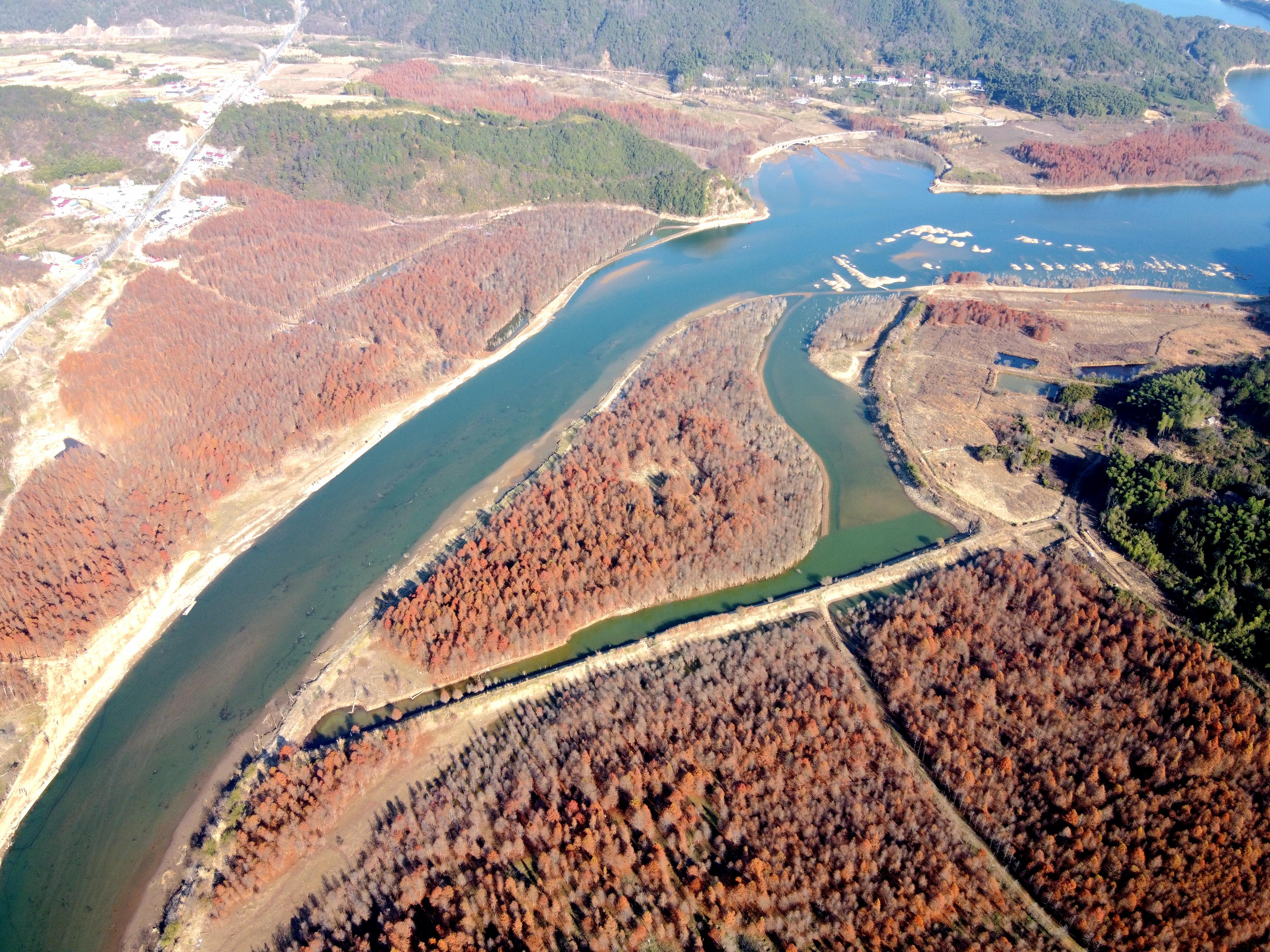
位于宣城宁国市青龙湾景区的大片落羽杉林

落羽杉原产美國東南部的佛羅里達州、德克薩斯州、俄克拉荷馬州東南部，以及也伊利諾伊州和印第安納州南部，密西西比河和俄亥俄河的沿岸。成熟的標本也種植在匹茲堡及安大略省渥太華。中国大陆的杭州、武汉、广州、上海、南京、庐山等地都有引种栽培，常栽种于平原地区及湖边、河岸、水网地区。
在台灣台南市的巴克禮公園，苗栗縣、南投縣、雲林縣以及中国大陆安徽省宣城、廣東省江門潮連島等地的山區，水邊有落羽松森林，因11月起葉片會轉紅，成為熱門的觀光景點，其中桃園八德落羽松大道、三灣落羽松莊園、向山落羽松是台灣民眾喜愛的前三名落羽松景點。

## 用途
落羽杉木材材质轻软，纹理细致，易于加工，耐腐朽，可作建筑、杆、船舶、家具等用材。